# Route pour automobiles
 (novembre 2007).

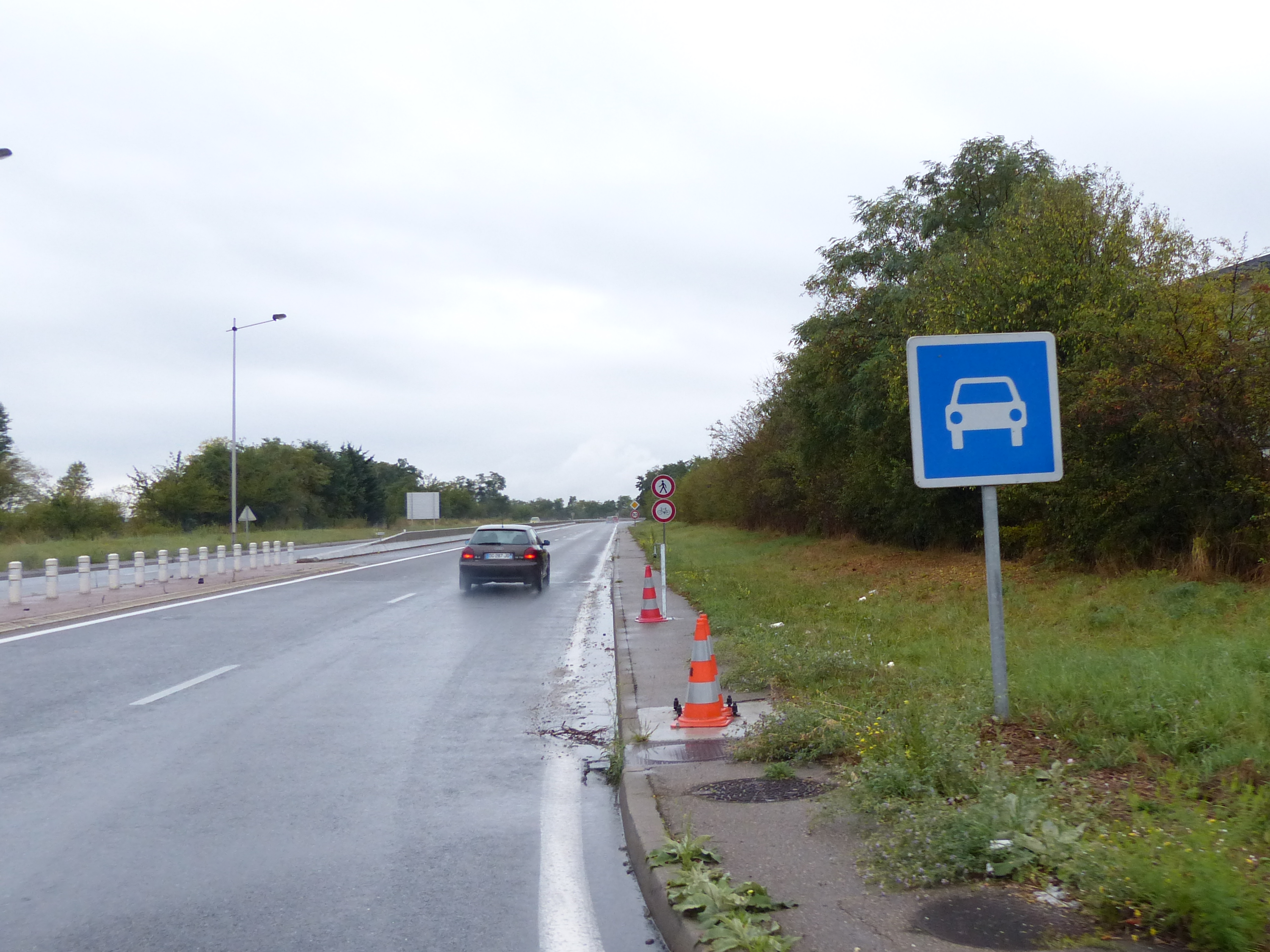
Panneau français C107 signalant un tronçon routier uniquement pour automobiles.

Une route à accès réglementé ou route pour automobiles est, au même titre qu'une autoroute, une route réservée aux véhicules motorisés suffisamment rapides.
D'après la Convention de Vienne sur la circulation routière, la conduite sur route pour automobile est généralement soumise à des règles similaires à la conduite sur autoroute.

## En Europe
En Europe, les routes à accès réglementé sont signalées par un panneau rectangulaire faisant apparaître une voiture sur fond vert ou bleu. La fin de route est signalée par le même symbole barré.

Allemagne
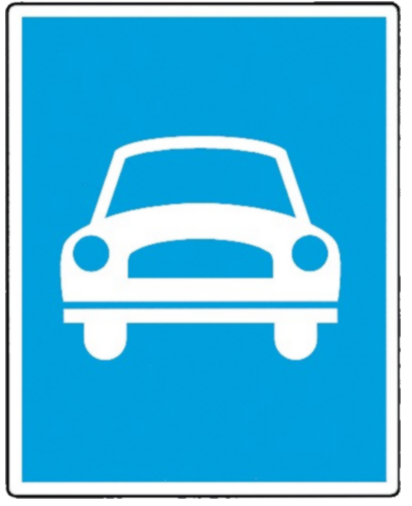
Autriche
Belgique
Danemark
Espagne
Finlande
France
Grèce
Hongrie
Italie
Norvège
Pays-Bas
Pologne
Russie
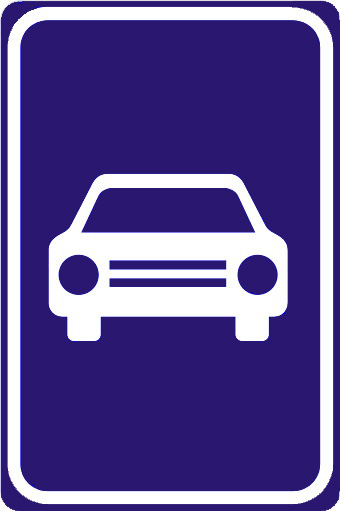
Slovaquie
Suède
Suisse
Tchéquie
Ukraine

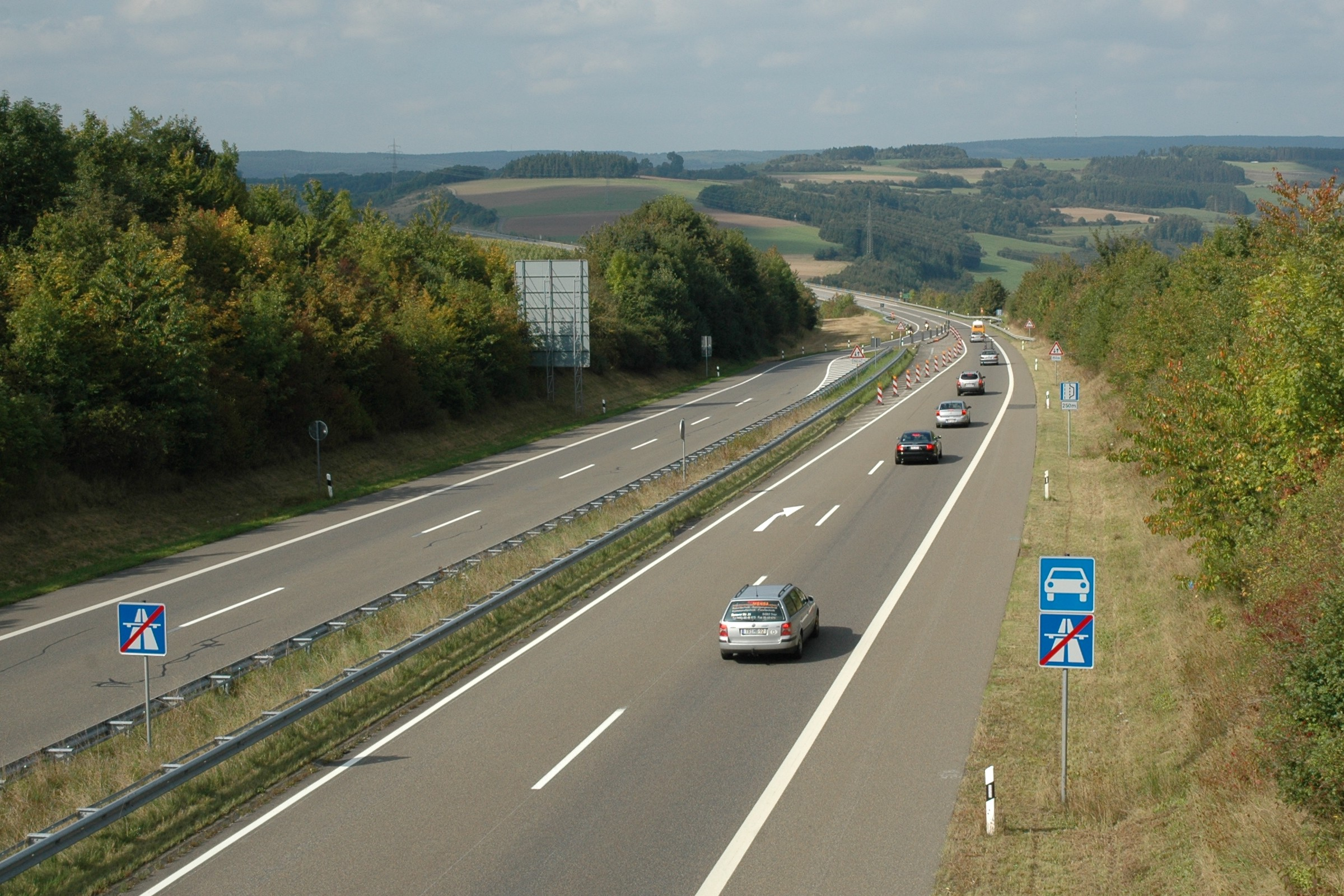
La Bundesautobahn 60 devient une route pour automobile, près de Prüm en Allemagne.
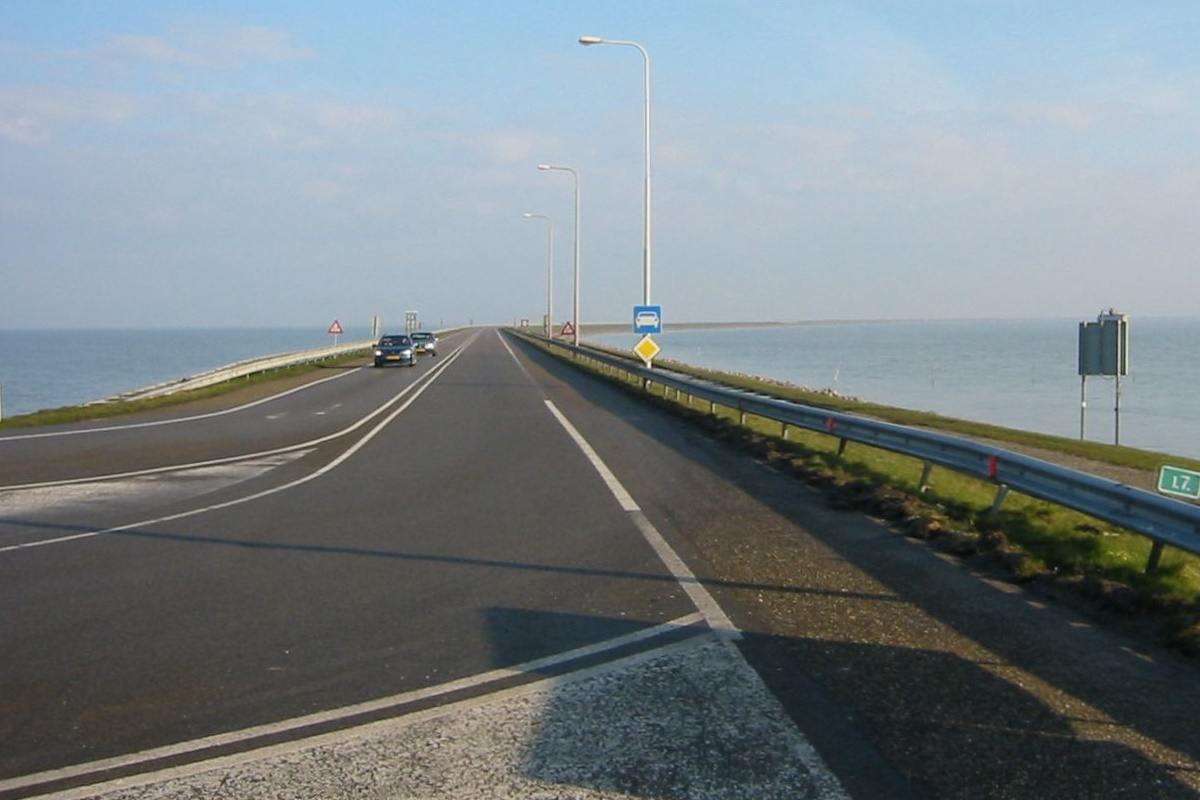
Une route pour automobiles vers IJsselmeer, aux Pays-Bas.
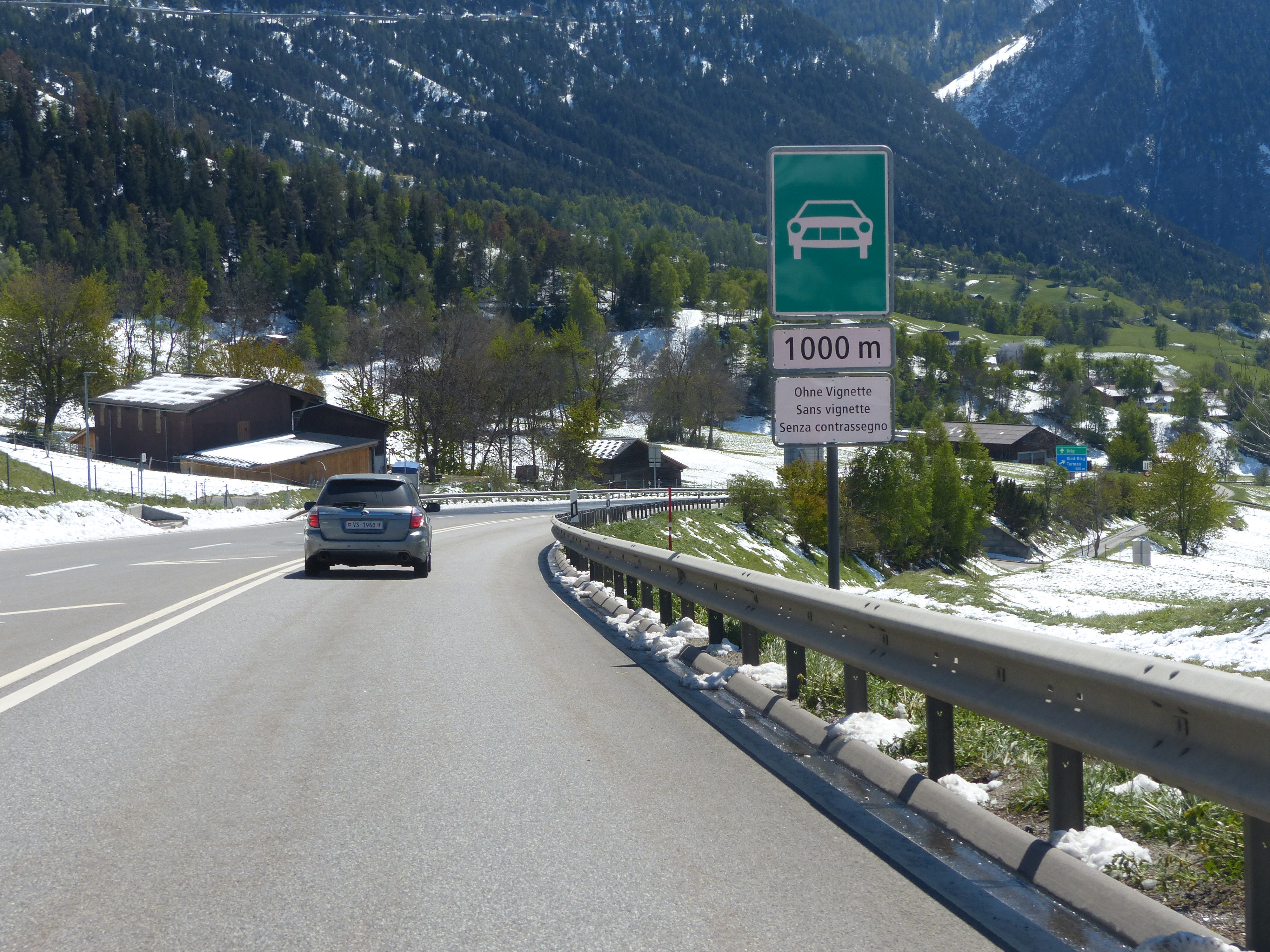
Route nationale 9 dans la descente du col du Simplon, en Suisse

## En France
Dans le langage courant, les usagers ont tendance à la confondre avec une voie rapide, ou voie express, alors qu'elle ne désigne pas nécessairement ce type de route, mais plutôt les axes où les véhicules lents peuvent représenter un danger pour eux-mêmes ou pour les autres usagers (artères à grandes circulations, certains ponts, tunnels, boulevards, voies sur berges, etc.).
Cependant, dans certaines régions où les autoroutes sont quasiment absentes (par exemple en Bretagne), les voies rapides qui ont des architectures très proches des autoroutes (comme la RN 165, la RN 166, la RN 24, ou encore la RN 12 entre Rennes et Brest) sont classées routes pour automobiles.
Les piétons, cyclistes, cyclomotoristes, véhicules agricoles, voiturettes, cavaliers, etc. sont donc exclus (sauf exception signalée par un panonceau). On classe certaines grosses artères urbaines de cette manière pour éviter que des véhicules lents tels que des vélos, des piétons et cyclomoteurs puissent ralentir la circulation, pouvant déjà être très chargée sur ce type d'axe.
La circulation y est gratuite. On ne peut pas faire demi-tour sur ces routes. Il est interdit de s'arrêter sauf lors d'un accident ou lors d'un ralentissement.
En France, son début est signalé par le panneau début de route pour automobile () et sa fin par le panneau fin de route pour automobile ().
La circulation y est moins sûre que sur une autoroute, dans la mesure où la chaussée n'est pas nécessairement séparée, qu'elle n'est pas toujours équipée de bande d'arrêt d'urgence ou de bornes de secours, que l'on peut rencontrer des intersections (giratoires, feux, etc.).
Le Boulevard périphérique de Paris est aussi classé de cette manière (par ordonnance de la Préfecture de Police de 1971), notamment pour y interdire l'accès aux véhicules lents (vélo et cyclomoteurs), et ce malgré l'absence de panneaux signalétiques, la limitation de vitesse à 70 km/h et la règle de priorité à droite qui s'applique sur les voies entrantes. Les voies sur berges parisiennes le sont également.

## En Suisse
Les routes pour automobiles signalées par le panneau 4.03 sont des semi-autoroutes. La vitesse maximale y est de 100 km/h.